# ليتل ريتشارد
 ليتل ريتشارد (بالإنجليزية: Little Richard) أو ريتشارد واين بينيمان (5 ديسمبر 1932 - 9 مايو 2020) مغن، كاتب غنائي وموسيقار أمريكي. ويطلق عليه (رائد موسيقى الروك آند رول)، لتأثيره في موسيقيين معروفين.

## روابط خارجية
- ليتل ريتشارد على موقع IMDb (الإنجليزية)
- ليتل ريتشارد على موقع الموسوعة البريطانية (الإنجليزية)
- ليتل ريتشارد على موقع روتن توميتوز (الإنجليزية)
- ليتل ريتشارد على موقع ميوزك برينز (الإنجليزية)
- ليتل ريتشارد على موقع رولينغ ستون (الإنجليزية)
- ليتل ريتشارد على موقع قاعدة بيانات برودواي على الإنترنت (الإنجليزية)
- ليتل ريتشارد على موقع قاعدة بيانات برودواي على الإنترنت (الإنجليزية)
- ليتل ريتشارد على موقع إن إن دي بي (الإنجليزية)
- ليتل ريتشارد على موقع أول ميوزيك (الإنجليزية)
- ليتل ريتشارد على موقع ديسكوغز (الإنجليزية)
- ليتل ريتشارد على موقع ديسكوغز (الإنجليزية)